# Opéra ukrainien
L'opéra ukrainien en tant qu'opéra national indépendant est apparu dans le dernier tiers du XIXe siècle, basé sur les traditions du théâtre musical européen et folklorique. Mykola Lyssenko, qui a systématiquement travaillé dans ce genre, est considéré comme le fondateur du genre.

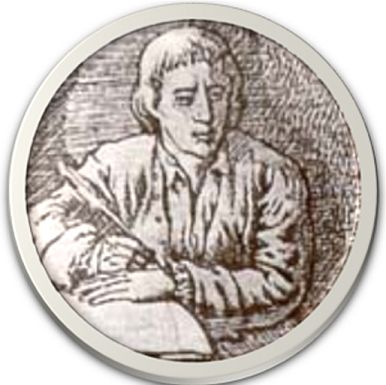
Maxim Berezovsky, l'auteur du premier opéra ukrainien

Le premier opéra d'un compositeur ukrainien fut Demofonte, de Maxime Berezovsky, sur un livret en italien, créé en 1773.
Le développement de l'opéra ukrainien s'est intensifié après la création des premières maisons d'opéra professionnelles dans les années 1920, mais de 1930 jusqu'à l'effondrement de l'URSS, il s'est déroulé sous le règne du réalisme socialiste en tant que discours soviétique officiel.
Aujourd'hui, les scènes d'opéra de l'Ukraine sont les théâtre national académique d'opéra et de ballet d'Ukraine du nom de Taras Chevtchenko à Kiev, théâtre national académique d'opéra et de ballet d'Odessa, théâtre national académique d'opéra et de ballet de Kharkiv du nom de Mykola Lyssenko, théâtre national académique d'opéra et de ballet de Lviv du nom de Solomiya Krushelnytska, théâtre national académique d'opéra et de ballet de Donetsk du nom de Anatoli Solovianenko et le théâtre académique d'opéra et de ballet de Dnipropetrovsk. Les opéras sont mis en scène dans les studios d'opéra des conservatoires de ces villes et peuvent également être mis en scène dans des théâtres musicaux et musico-dramatiques d'autres grandes villes d'Ukraine.

## Opéra ukrainien jusqu'en 1917

### L'apparition de l'opéra en Ukraine

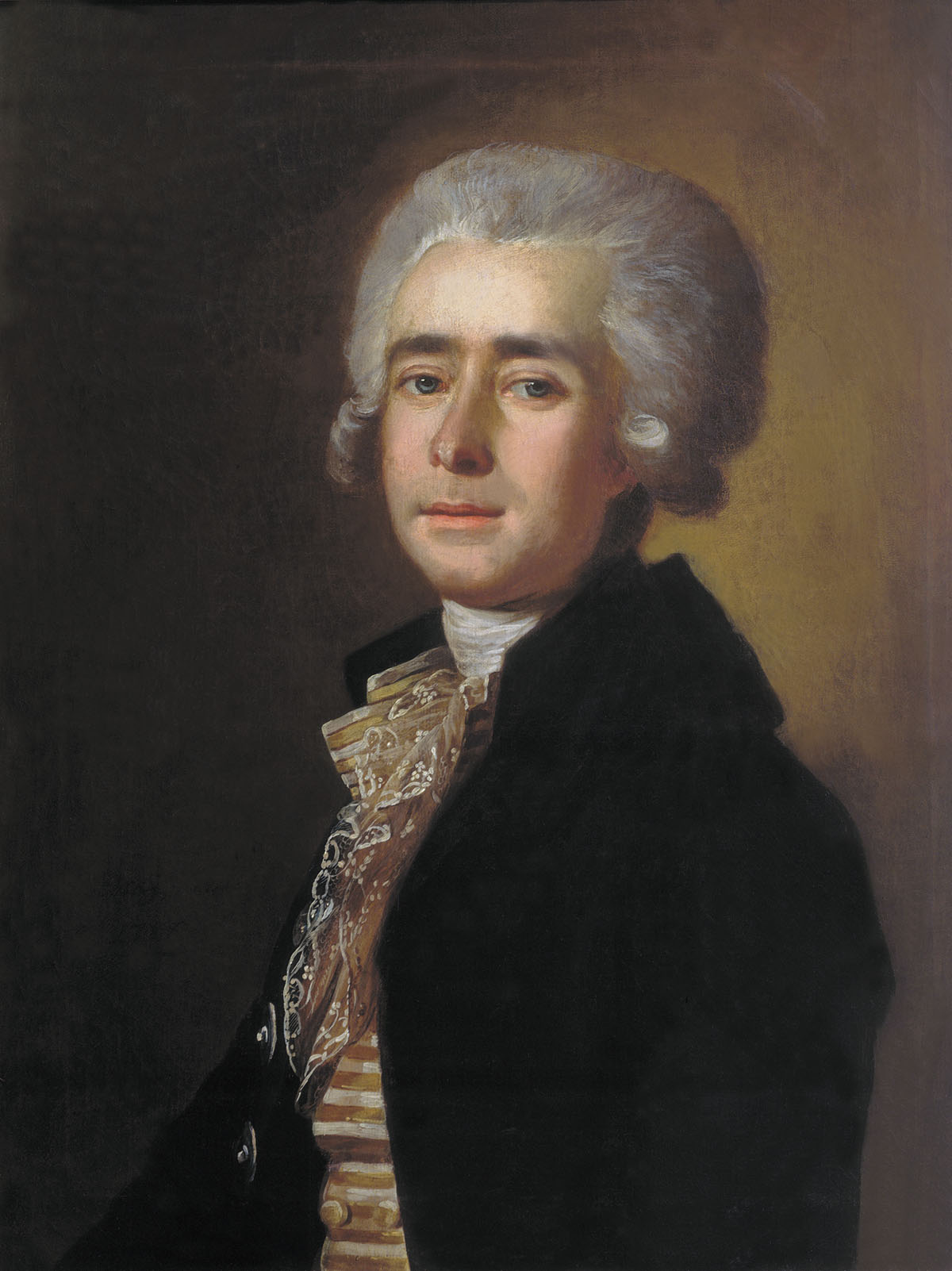
Compositeur Dmitri Bortniansky

L'opéra est apparu relativement tard sur le territoire de l'Ukraine actuelle, car ce pays se situait plutôt à la périphérie des États modernes (la Russie et la Pologne, respectivement la monarchie des Habsbourg). Depuis l'époque de Grande Catherine, lorsque les opéras italiens et français se sont développés à Saint-Pétersbourg, des représentations d'opéra des mêmes genres ont commencé à avoir lieu dans les domaines ruraux de la noblesse russe et sur le territoire ukrainien,. Le premier opéra célèbre d'un auteur ukrainien fut Demofonte de Maxime Berezovsky, un cycle d'opéra typiquement italien sur un livret de Pietro Metastasio, créé en 1773 à Livourne.

L'un des plus grands compositeurs d'opéras nationaux de la cour de Saint-Pétersbourg et l'auteur de plusieurs opéras sur des livrets italiens et français, Dmitri Bortniansky, était également originaire d'Ukraine,.

Demofonte, 2ème Air de Timante

## Opéras en Ukraine
Il existe actuellement sept opéras en Ukraine :
Le théâtre national académique d'opéra et de ballet d'Ukraine du nom de Taras Chevtchenko à Kiev. C'est le premier théâtre de la ville qui a été construit en 1804-1806. Le bâtiment a été remplacé par un nouveau bâtiment en 1856 et le bâtiment actuel (après l'incendie de 1896) en 1898-1900.
Le théâtre national académique d'opéra et de ballet de Kharkiv du nom de Mykola Lyssenko. Bâtiment postmoderne 1991-1992 dans le bâtiment historique (1884-1885), qui abrite la Philharmonie de Kharkiv.
Le théâtre national académique d'opéra et de ballet d'Odessa. Le premier théâtre municipal a été construit en 1810. Le bâtiment moderne a été érigé entre 1884 et 1887 après que le premier ait brûlé en 1873.
Le théâtre national académique d'opéra et de ballet de Lviv du nom de Solomiya Krushelnytska à Lviv opère dans le bâtiment de l'ancien opéra polonais, construit en 1897-1900. Le bâtiment de l'ancien théâtre de la ville, construit en 1842 par le comte Stanislav Skarbek, fonctionne désormais sous le nom de théâtre national académique dramatique ukrainien du nom de Maria Zankovetska.
Le théâtre national académique d'opéra et de ballet de Donetsk du nom de Anatoli Solovianenko, situé dans un bâtiment construit en 1941. Depuis 2014, en raison de l'invasion de l'Ukraine par la Russie, il se trouve dans les territoires occupés.
Le théâtre académique d'opéra et de ballet de Dnipropetrovsk. Ouvert en 1974 et installé dans un bâtiment moderne. Le théâtre, installé dans un bâtiment moderne, a ouvert ses portes en 1974.
Le théâtre municipal académique d'opéra et de ballet de Kiev pour les enfants et les jeunes. Fondé en 1982.

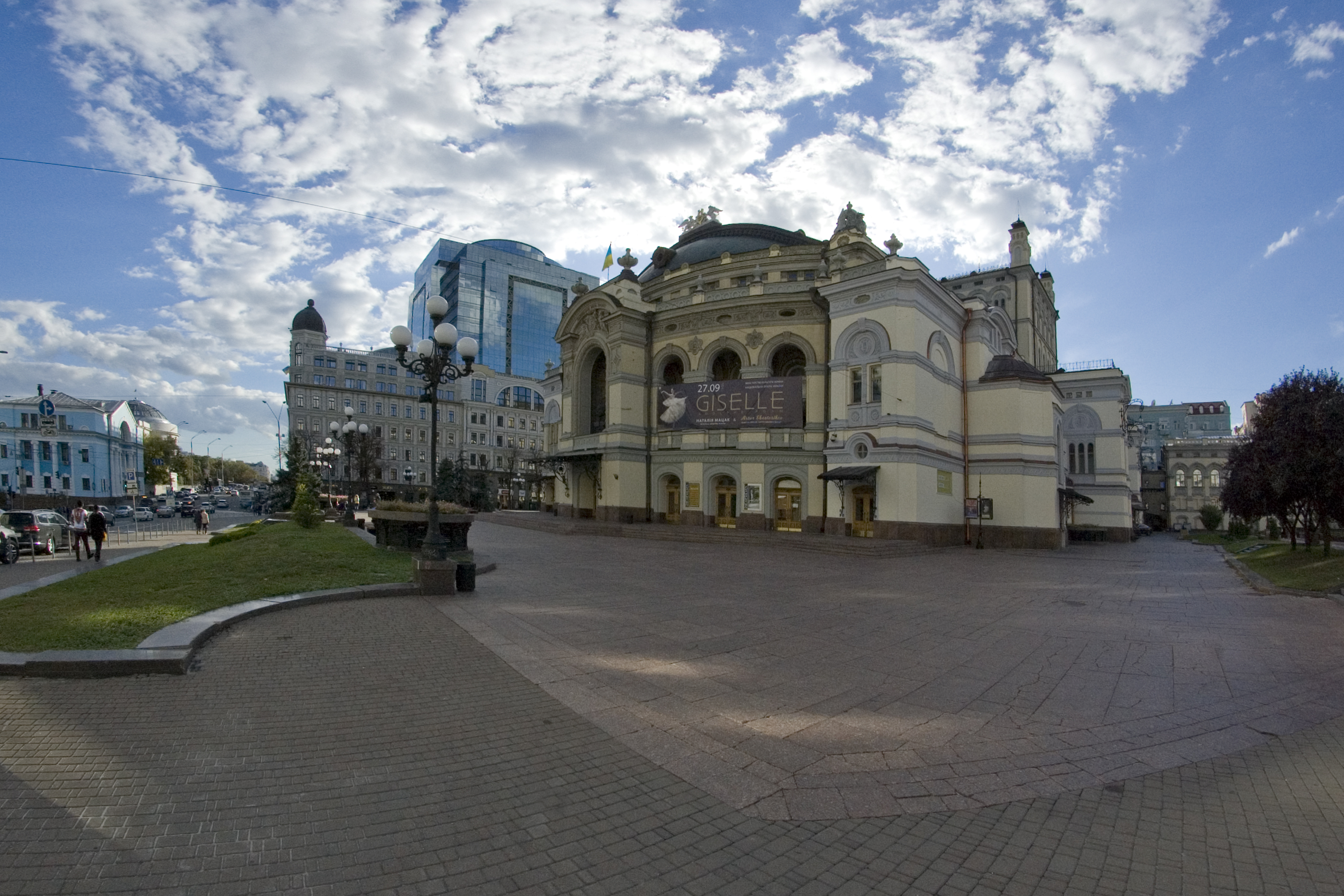
Théâtre national académique d'opéra et de ballet d'Ukraine du nom de Taras Chevtchenko à Kiev
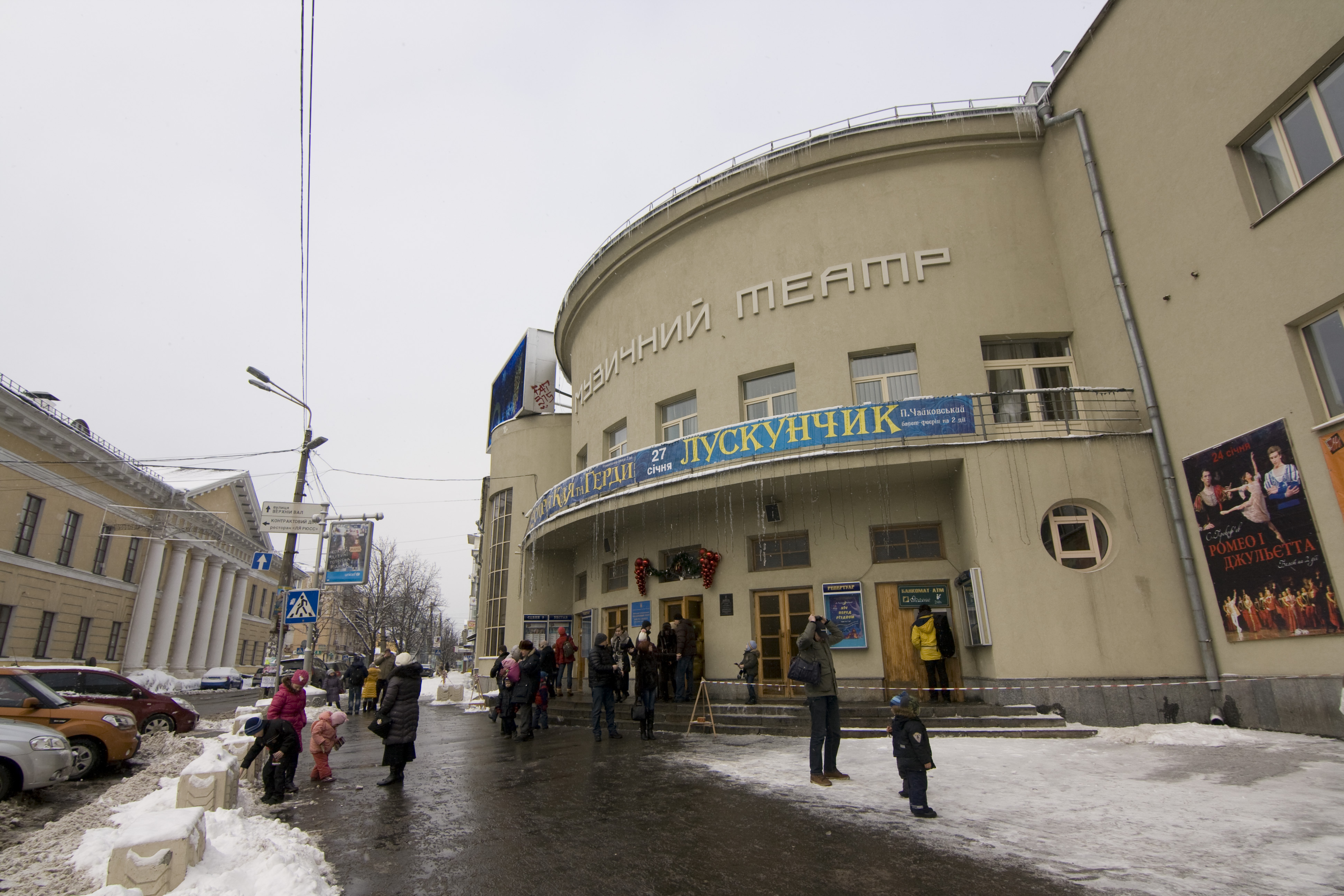
Théâtre municipal académique d'opéra et de ballet de Kiev pour les enfants et les jeunes
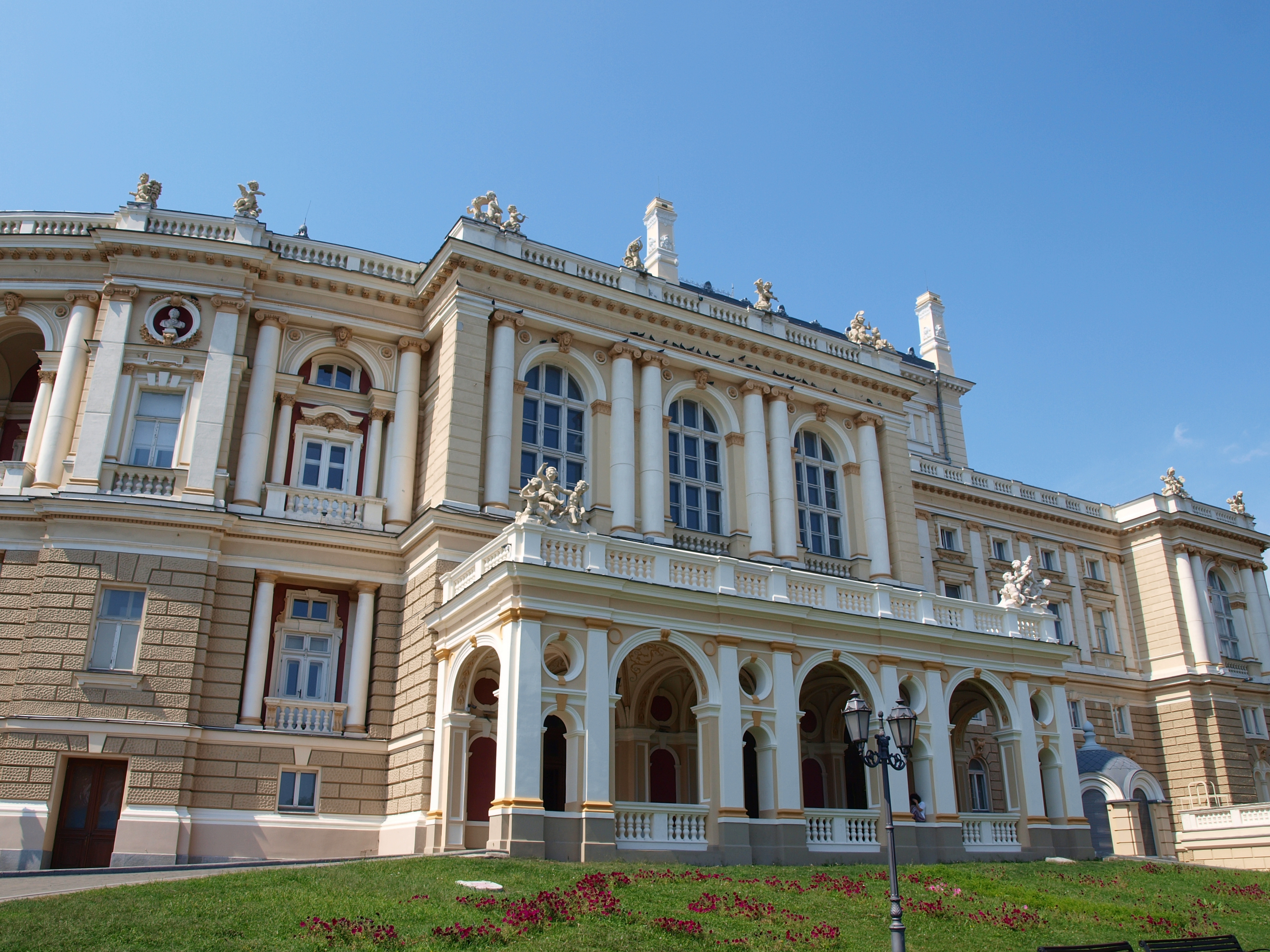
Théâtre d'opéra et de ballet d'Odessa
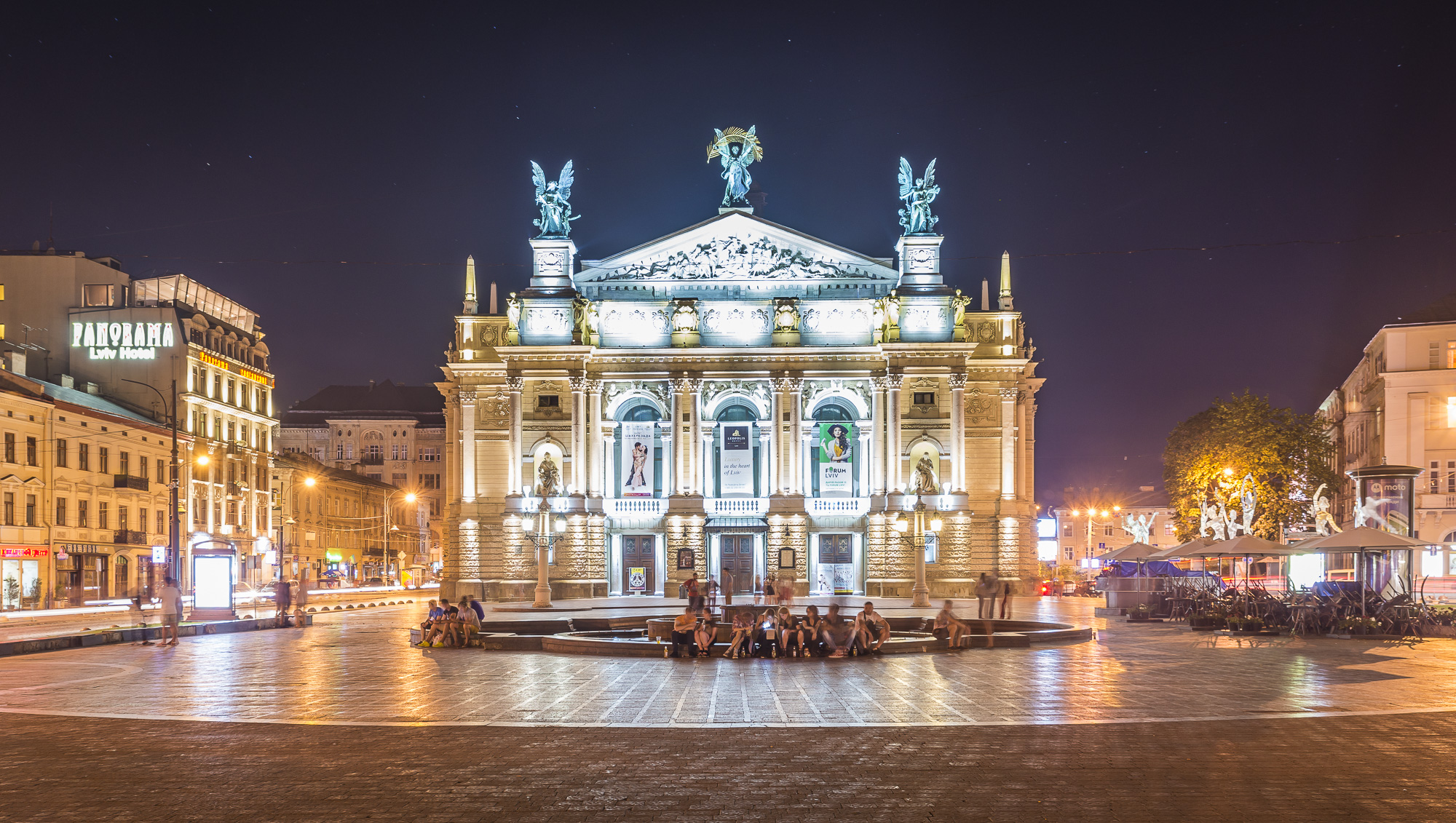
Théâtre national académique d'opéra et de ballet de Lviv du nom de Solomiya Krushelnytska
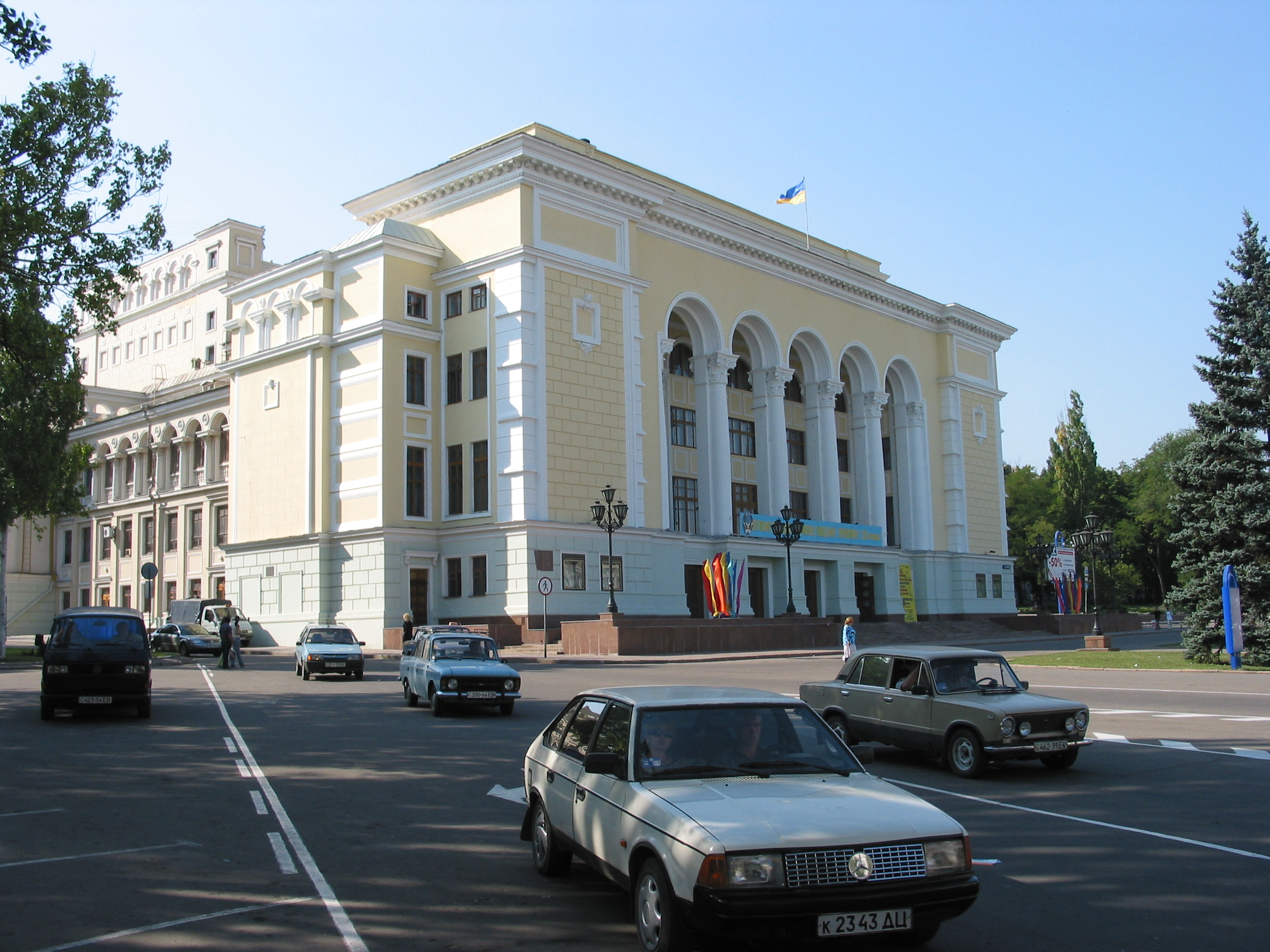
Théâtre académique d'opéra et de ballet de Donetsk
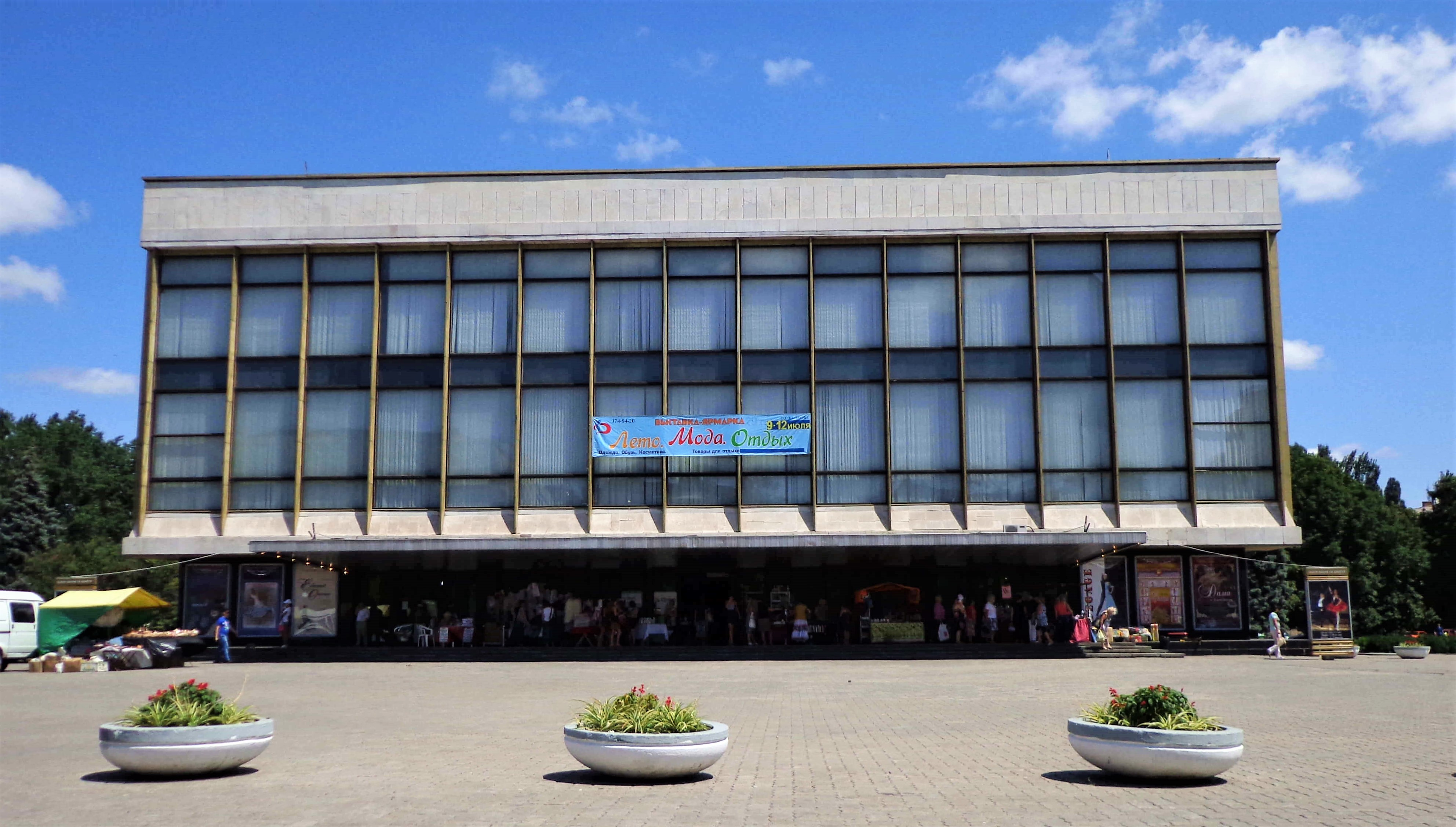
Théâtre académique d'opéra et de ballet de Dnipropetrovsk